# Encontro das Águas

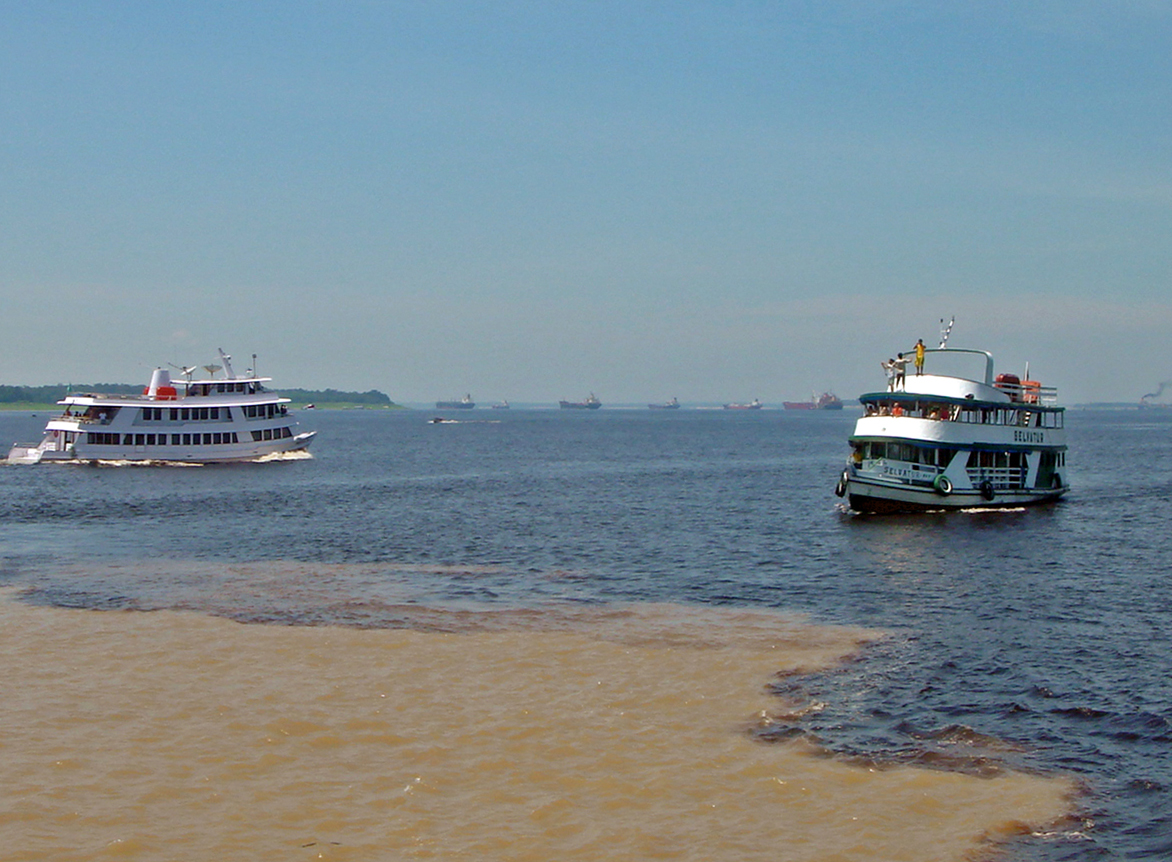
De Encontro das Águas is de samenvloeiing van de donkere Rio Negro met de zandkleurige Amazone

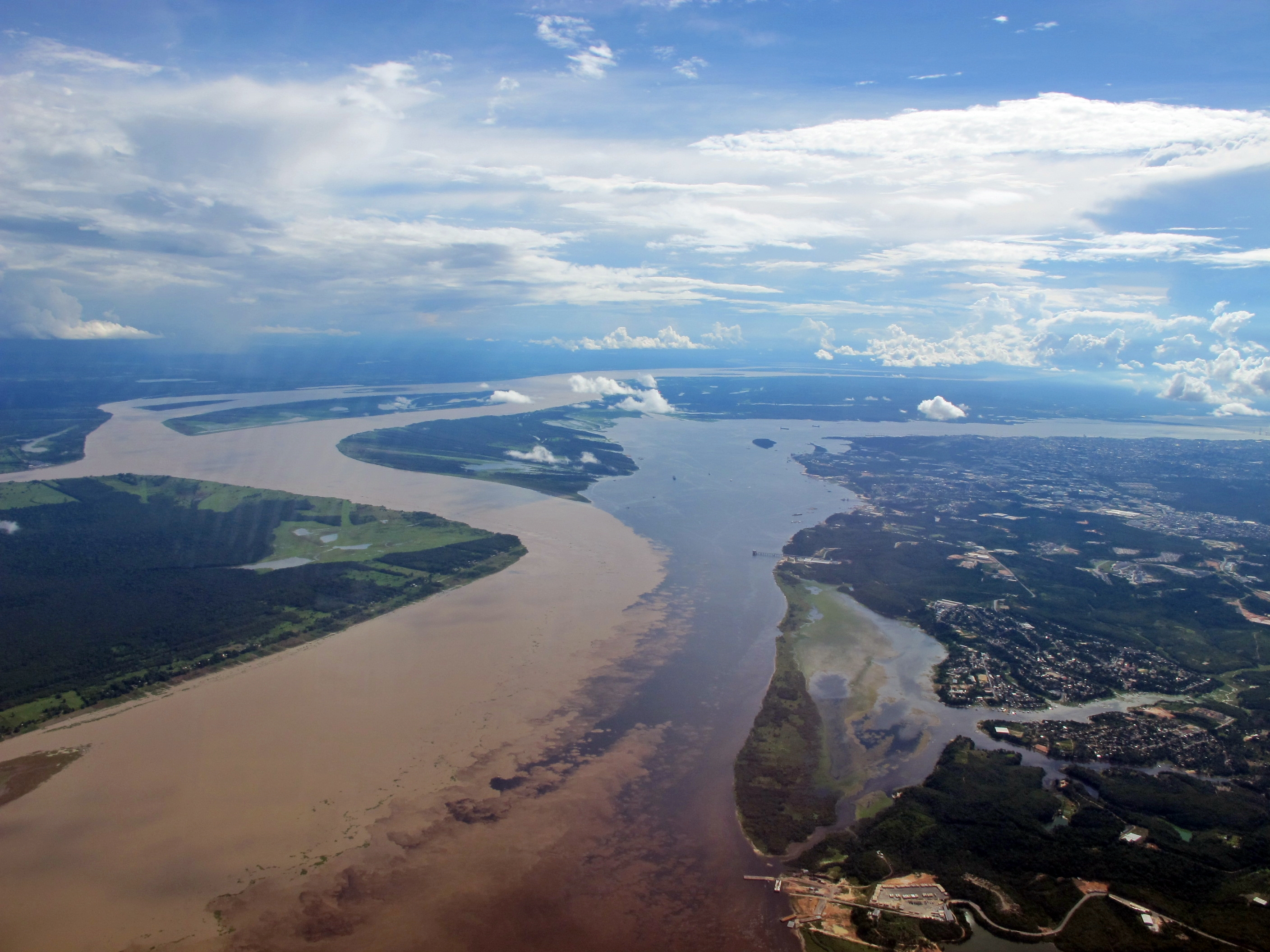
De samenvloeiing van de Rio Negro en de Amazone

De Encontro das Águas (Portugees voor: ontmoeting van wateren) is de samenvloeiing van de Rio Negro met de Amazone (op deze plek Solimões genoemd) nabij de Braziliaanse stad Manaus in de staat Amazonas.
De Rio Negro is de grootste zijrivier van de Amazone en zorgt voor een enorme wateraanvoer vanuit het Hoogland van Guyana. Dit water heeft een blauwzwarte kleur, veroorzaakt door de decompositie van organisch materiaal. De term 'Encontro das Águas' wijst vooral op het verschil met de zandkleurige Amazonerivier. Over een lengte van 6 kilometer stromen het donkere water van de Rio Negro en het lichte Amazonewater naast elkaar zonder te mengen.
Niet alleen de kleuren van beide rivieren zijn verschillend; de Rio Negro stroomt met een snelheid van ongeveer 2 kilometer per uur en een temperatuur van 28°C, terwijl de Solimões een snelheid van 4 tot 6 kilometer per uur en een temperatuur van 22°C heeft.